# Mount Ulmer
Mount Ulmer är ett berg i Antarktis. Det ligger i Västantarktis. Chile gör anspråk på området. Toppen på Mount Ulmer är 2 775 meter över havet.
Terrängen runt Mount Ulmer är kuperad norrut, men söderut är den bergig. Trakten är obefolkad. Det finns inga samhällen i närheten. 